# Ère Eiso
L'ère Eiso (永祚) est une des ères du Japon (年号, nengō, lit. « nom de l'année ») après l'ère Eien et avant l'ère Shōryaku. Cette ère couvre la période allant du mois d'août 988 jusqu'au mois de novembre 990. L'empereur régnant est Ichijō-tennō (一条天皇).

## Changement d'ère
- 989 Eiso gannen (永祚元年?) : Le nom de la nouvelle ère est créé pour marquer un événement ou une série d'événements. L'ère précédente se termine là où commence la nouvelle, en Eien 2, le 8e jour du 8e mois de 989[3].

## Événements de l'ère Eiso
- 989 (Eiso 1,1re mois) : L'empereur Ichijō rend une visite personnelle au domicile de son père, l'empereur retiré En'yū, à présent connu sous le nom Kongō Hō[4].
- 989 (Eiso 1, 5e mois) : Fujiwara no Kaneie tombe malade et son fils Fujiwara no Michitaka est choisi comme régent (kampaku) à sa place. Kaneie se retire de la vie publique. Il se rase la tête et devient moine bouddhiste[4].
- 26 juillet 989 (Eiso 2, 2e jour du 7e mois) : Fujiwara no Kaneie meurt à l'âge de 62 ans et sa résidence est transformée en temple bouddhiste[4].

| Eiso      | 1re | 2e  | 3e  |
| Grégorien | 988 | 989 | 990 |